# 아가미 (소설)
『아가미』는 구병모 작가가 지은 장편 소설이다.

## 개요
본래 계간지「자음과모음」에 연재되었다. 첫 단행본은 2011년 3월 21일에 출간되었으며, 출간 한 달여 만에 베스트셀러 순위에 올랐다.  많은 독자의 사랑을 받아 2018년 3월 30일 위즈덤하우스에서 재출간했다.

## 특징
아가미를 가지고 살아가는 인어 소년의 슬픈 운명을 그려낸 잔혹동화다.
해당 작품의 구상 기간은 1년, 작성 기간은 7개월이 걸렸다고 한다.  구병모 작가는 '인어 소년'라는 독특한 소재를 '사회 비극'에서 착안했다. 사회 비극 중 어린이는 자의가 아닌 타인의 강압에 의해 희생된다. 어린이가 생명의 위협 속에서도 살아남았으면 하는 마음에서 비롯된 소스가 바로 '아가미'다. 소설 속에서 타의적으로 호수에 빠진 '곤'의 강한 생존 욕구가 '역 진화'를 일으켜, 아가미가 생겼다는 설정은 작가의 이 같은 의도를 잘 드러낸다. 

"『아가미』는 위기의 어린이가 물 속에서 아가미라는 도구를 얻어 살아나고, 주변 사람들과 관계를 맺는 내용이다. 아이는 아직 삶을 잘 모르기 때문에 본능적으로 살려 했을 것이다. 아직 감정이 제대로 형성되지 않은 아이이기에 외부 압박에 의한 생명의 위협은 살고 싶다는 생각을 강하게 만들었으리라 본다."

## 줄거리
"또다시 물에 빠진다면 인어 왕자를 두 번 만나는 행운이란 없을 테니 열심히 두 팔을 휘저어 나갈 거예요. 헤엄쳐야지 별 수 있나요. 어쩌면 세상은 그 자체로 바닥 없는 물이기도 하고." 소설 '아가미' 中

연달아 몰아치는 불행으로 삶의 벼랑에 내몰린 한 남자가 자신의 아들을 품에 안고 호수 이내호로 몸을 던진다. 남자는 목숨을 잃었지만 그의 아들은 생을 향한 본능적인 의지로 아가미가 생겨 기적적으로 살아남는다. 호숫가 근처에 사는 노인과 그의 손자 강하에게 발견된 아이는 '곤'이라는 이름을 가지고 그들과 함께 살아간다.

## 주요 인물
- 곤

아가미를 가진 소년.
- 강하

어렸을 때 어머니 이녕에게 버림받고 할아버지 손에서 길러졌다. 곤을 집에 데려온 이후 책임감이 생겨, 곤을 보호하기 위한 나름의 노력을 기울인다.
- 해류

곤의 도움으로 목숨을 건진다. 훗날 수퍼마켓에서 아르바이트를 하는 곤을 찾아온다.
- 이녕

강하의 엄마. 배우가 되겠다며 어린 강하를 자신의 아버지에게 맡기고 떠났다. 하지만 꿈과 연인을 모두 잃고 곤, 강하, 강하의 할아버지가 사는 집으로 찾아온다.
- 강하의 할아버지

곤을 이내호에서 건져온 인물로, 어머니에게 버려진 강하, 아버지에게 버려진 곤을 자신의 집에서 기른다.

## 그 외 인물들
- 곤의 아버지

생활고로 시달리다 어린 곤을 품에 안고 이내호에서 투신한다.
- 수퍼마켓 부부

주인공 '곤'이 아르바이트하는 수퍼마켓의 주인. 일 관련한 내용 말고는 곤에게 관심이 없다.

## 관련 작품
아가미 노블웹툰